# Євгейчук Віктор Мусійович
Євгейчук Віктор Мусійович (1 лютого 1961 — 11 травня 1980) — радянський військовик, учасник афганської війни.

## Життєпис
Народився 1 лютого 1961 року в селі Вири Сарненському району Рівненської області в робітничій родині. З 1968 року по 1975 рік навчався у Вирівській середній школі. В 1977 році закінчив 11 класів Селищанської середньої школи.
В 1978 році навчався на курсах водіїв для Збройних сил України в СПТУ № 21 м. Сарни. Працював водієм у місцевій сільській Раді, а з 1980 року робітником в Селищанському гранітному кар'єрі.
Весною 1979 року був призваний на службу. Служив у Повітрянодесантних військах.
Загинув 11 травня 1980 року.

## Нагороди
- орден Червоної Зірки (посмертно)